# زبان‌پیچان

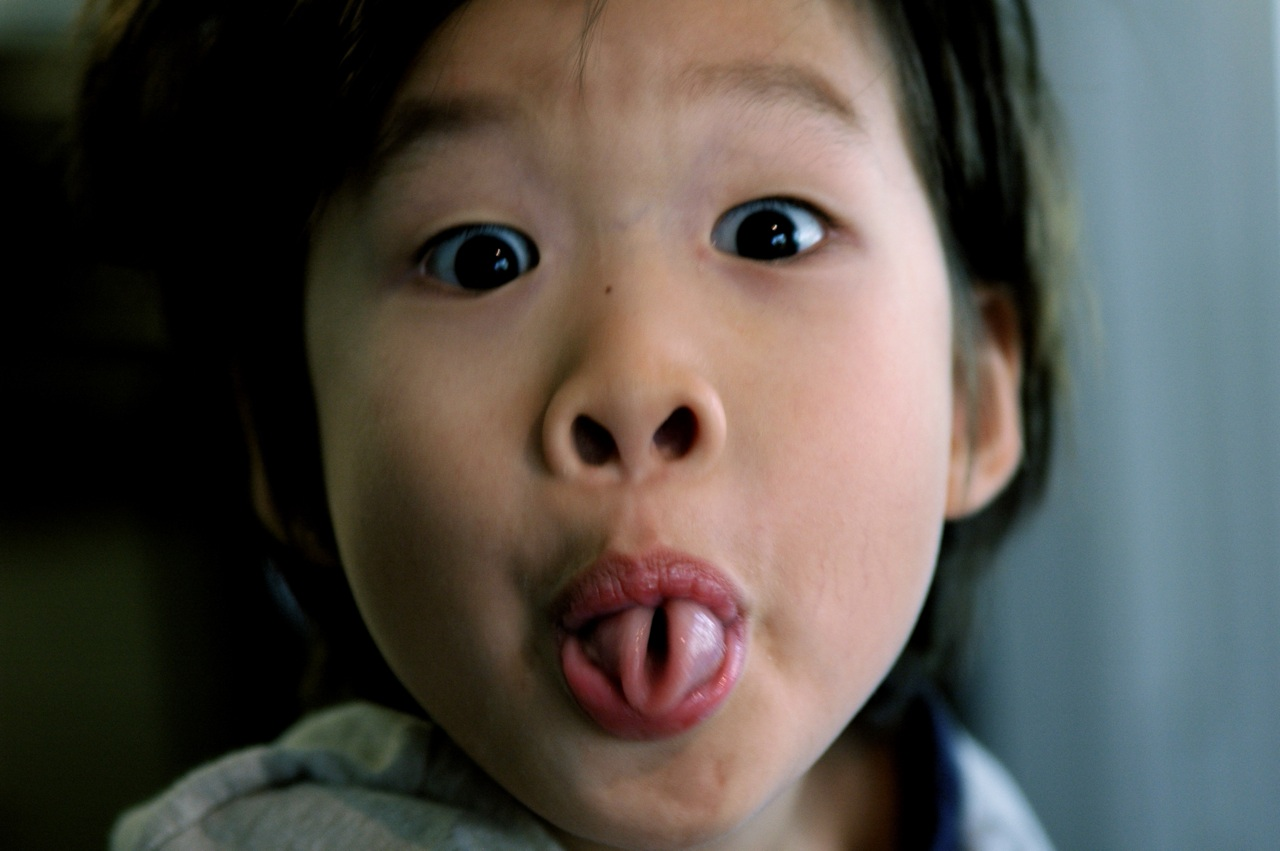
زبان پیچ خورده کودک

زبان‌‌ پیچان یا زبان ‌پیچ به عبارتی گفته می‌شود که برای سخت بیان شدن طراحی شده‌است که به نوعی برای بازی با کلمات برای بازی حرف‌زدنی (یا سرود) استفاده می‌شود. برخی زبان‌پیچان‌ها هنگام گفته شدن به اشتباه به عباراتی خنده دار یا عبارتی مبتذل و خنده‌دار تبدل می‌شوند. برخی دیگر از زبان‌پیچان‌ها برای سر گرمی بر پایه سردرگمی و اشتباه حرف‌زننده استوار هستند.

## زبان‌پیچان‌ها درفارسی
- شش سیخ جگر سیخی شش هزار.
- یه یویویِ یه یورویی.
- گز را می‌پیچم، گچ را می‌ریزم.
- سه سیر سرشیر، سه شیشه شیر.
- قوری ز قلم، قلم ز قوری، تو عشق منی گوگولی مگولی.
- شیخ شمس الدین، شخصِ شاخصی بود.
- شیخ شمس الدین در شمس‌آباد سه شیشه شراب سرکشید.
- کشتم، شش شپشِ شپش کشِ شش پا را.
- امشب شب سه شنبه است، فردا شبم سه شنبه است؛ این سه سه شب، اون سه سه شب، هر سه سه شب سه شنبه است.
- تاجر تو چه تجارت می‌کنی؟ تو را چه که چه تجارت می‌کنم.
- سربازی سَرِ بازیِ سُرسُره بازی، سرِ سربازی را شکست.
- افسر ارشد ارتش اتریش.
- چه ژست زشتی.
- کانال کولر، تالار تونل.
- لیره رو لوله، لوله رو لیره.
- چایی داغه، دایی چاقه.
- آهویی رفته بود چرا، نه خود چرید نه بچه را، پس چرا رفته بود چرا؟
- دو دزد رفتن به بز دزدی، یه دزد یه بز دزدید، یه دزد دو بز دزدید.
- دوغ گاز دار ، گاز دوغ دار.
- چیپس ، چسب ، سس.
- تیر تو کمون ، کمون تو تیر